# Синхротрон
Синхротрон — прискорювач релятивіських заряджених частинок.
Синхротрон сконструйований таким чином, щоб траєкторія пучка прискорених частинок не залежала від їхньої швидкості. Тому він за зовнішнім виглядом нагадує тор. Стабільна траєкторія можлива тільки для частинок, попередньо розігнаних до швидкості, близької до швидкості світла.
Для прискорення частинок до релятивістських швидкостей у синхротронах здебільшого використовуються лінійні прискорювачі.

## Історія
Винахідником циклотрона був Луїс Волтер Альварес.

## Будова і принцип дії

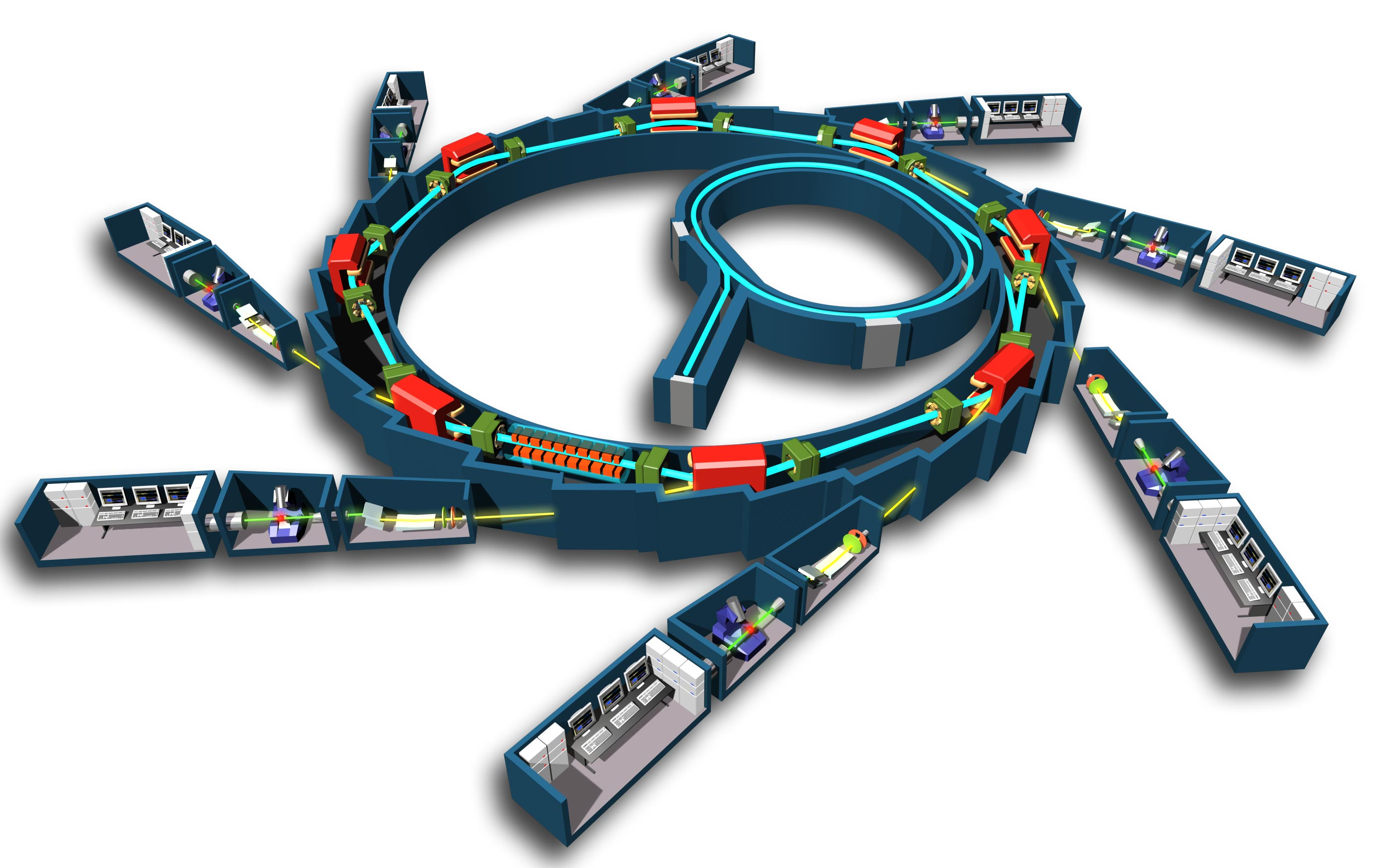
Схема будови синхротрона

Перевагою синхротрона над циклотроном є те, що при сталому радіусі орбіти, магніти, в полі яких завертаються заряджені частинки, можна розмістити тільки на периферії, що зменшує їхні розміри й масу. Водночас, радіус синхротрона можна зробити набагато більшим.
Радіус траєкторії заряджених частинок при релятивістських швидкостях визначається формулою
{\displaystyle R={\frac {vE}{cqH}}},
де R — радіус траєкторії, що збігається з радіусом тора синхротрона, v — швидкість частинки, {\displaystyle E=mc^{2}/{\sqrt {1-v^{2}/c^{2}}}} — енергія частинки з масою спокою m, c — швидкість світла, q — заряд частинки, H — напруженість магнітного поля.
Для того, щоб радіус залишався незмінним, необхідно при {\displaystyle v\approx c} змінювати магнітне поле таки чином, щоб виконувалося співвідношення
{\displaystyle H={\frac {E}{qR}}}
Синхротрони, на відміну від циклотронів, можуть прискорювати електрони до енергій в межах 100 МеВ — 10 ГеВ. Важчі частинки, наприклад, протони можна прискорити до 1 ТеВ. Такий прискорювач під назвою Теватрон, радіусом 6,3 км, був збудований в 1983 році в Батавії, штат Іллінойс.

## Випромінювання
Частинки в синхротроні рухаються по колу, тобто з прискоренням. Заряджені частинки, що рухаються з прискоренням випромінюють електромагнітні хвилі. Випромінювання накладає обмеження на енергію, до якої можна розігнати частинки, але водночас електромагнітне випромінювання, яке називають синхротронним випромінюванням, можна використати. В наш час це стало основним призначенням синхротронів. Потужне монохроматичне рентгенівське випромінювання, яке можна отримати в синхротронах, використовується в рентгеноструктурному аналізі, для літографії в мікроелектроніці тощо.

## Найбільші синхротрони

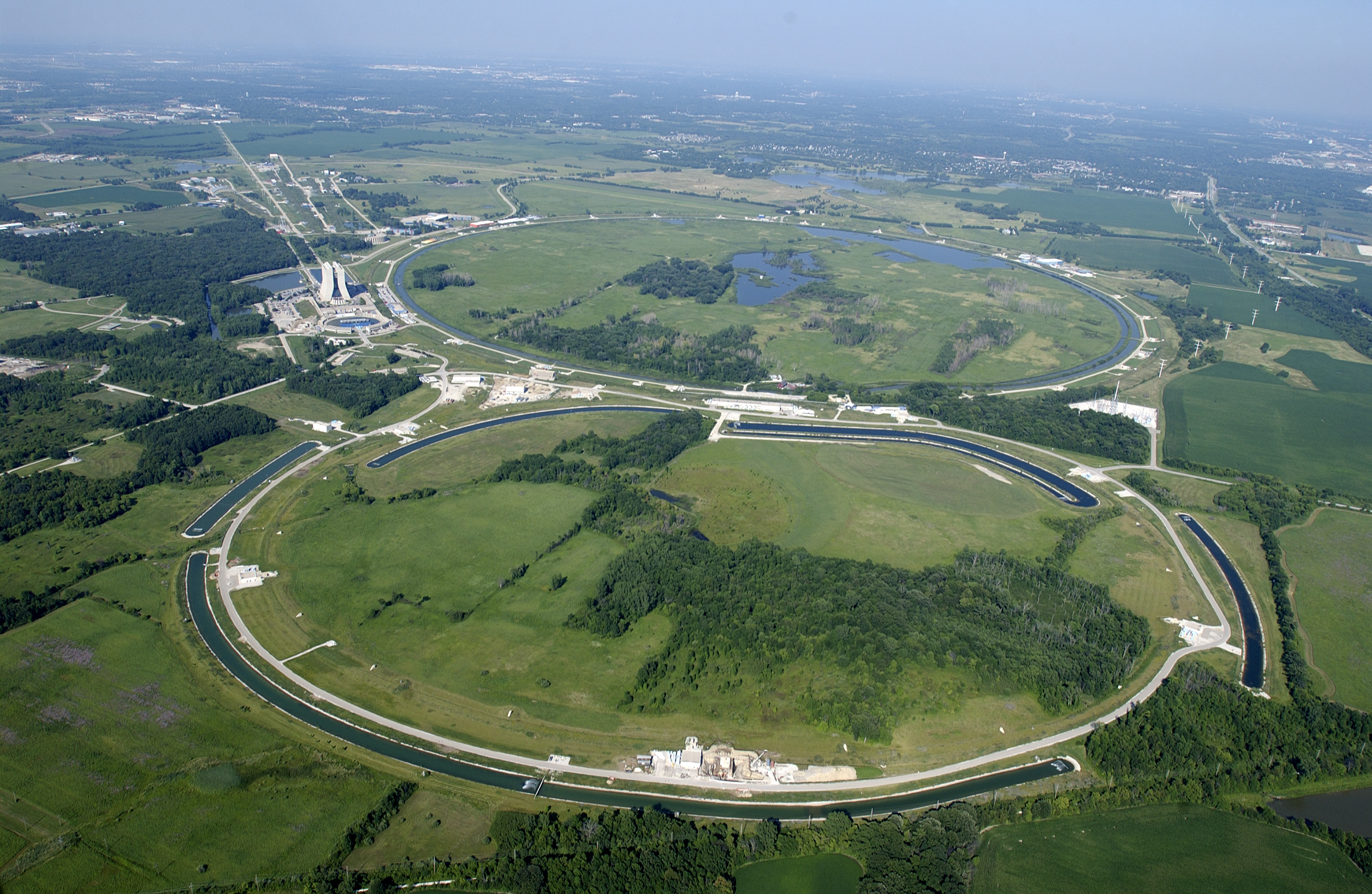
Теватрон

- Теватрон
- SOLEIL
- Advanced Photon Source